# 社築
社 築（やしろ きずく）は、ANYCOLOR株式会社が運営するにじさんじに所属するバーチャルライバー。ゲーム実況配信を主として活動している。2018年6月5日より活動開始。愛称は「やしきず」。
音読みで「しゃちく」と読める名前の通り、「社畜」のオタク会社員というキャラクターを特徴とするライバーである。キャラクターデザインはおとと。

## 来歴
2018年6月5日にいちから株式会社（現：ANYCOLOR株式会社）のにじさんじプロジェクトグループ候補生「にじさんじSEEDs」のメンバーとしてデビュー。同年12月、「にじさんじSEEDs」が「にじさんじ」にグループ統合され、「にじさんじ」所属となる。
2019年4月27日、ニコニコ超会議2019の『バーチャルキャストカー Vtuberお悩み相談』に出演。同年8月12日に神田明神ホールで行われたオフラインイベント「ド葛本社1stオフラインミーティング！Powered by LG」に同じにじさんじ所属のライバーのドーラ、本間ひまわり、葛葉とともに4名のライバーユニット「ド葛本社」のメンバーとして出演、同年9月20日には同じくド葛本社として京都国際マンガ・アニメフェア2019（京まふ）の前夜祭イベントとしてロームシアター京都で開催された「ド葛本社のドタバタ家族旅行 in 京都」に出演した。また、同時に初のオリジナル楽曲『Fam☆Fam☆Time!』を披露した。その後同年11月4日に同曲のデジタル配信が開始された。
2020年4月10日から2022年4月22日までにじさんじ公式YouTubeチャンネルで毎週金曜日に投稿されていたゲーム実況バラエティ番組『ヤシロ&ササキのレバガチャダイパン』に、同じくにじさんじ所属の笹木咲とともにメインMCとして出演した。2020年12月8日、KT Zepp Yokohamaで開催された同番組のオフラインイベント『ヤシロ&ササキのレバガチャダイパン〜みんなで行こうぜ社ん家〜』に出演。
2021年9月4日には『レバガチャ』と同じくにじさんじ公式YouTubeチャンネル内で配信されているクイズ番組『にじクイ』との合同イベントとしてZepp DiverCity TOKYOで開催されたオフラインイベント『NIJISANJI SHOW DOWN』にも出演した。

## キャラクター設定
IT企業にプログラマーとして勤務する男性。いつも疲れた喋り方をしており、謙虚で優しく流されやすい性格である。
容姿を自在に設定できるバーチャルYouTuberであるにもかかわらず、一般の会社員を感じさせる容姿をしているのが特徴である。このことが逆にインパクトとなっており、記憶に残りやすく親近感を抱かせることに寄与していると評価されている。

## 活動
デビュー当初は自身のシステムエンジニアというプロフィールを踏まえた企画配信をしていたが、約半年後に音楽ゲームの実況配信を始めて以降はゲーム実況配信を主として活動している。それぞれの配信ごとに目標があり、それを達成して終わるようなメリハリのある配信を心がけている。
ゲーム実況に関しては、高いゲームスキルに加え、さまざまなゲームなどのサブカルチャー作品についての豊富な知識に基づくトークやボケ・ツッコミにも定評がある。ゲームタイトルは、プロツアーの予選にエントリーしていた経験を持つ『マジック:ザ・ギャザリング』などのカードゲームのほか、音楽ゲーム、アクションゲーム、ファーストパーソン・シューティングゲームやホラーゲームなど、多種多様なジャンルのゲームを配信している。『マジック:ザ・ギャザリング』や任天堂の『メトロイド ドレッド』などのPR配信も多数行っている。
特に音楽ゲームにおいては、中学生の頃からプレイしているKONAMIの音楽ゲーム『beatmania IIDX』への造詣が深く、非常に高いプレイスキルを持っている。2019年4月には当時KONAMI公式プロゲーマーであったDOLCE.とのコラボ配信も実現している。2020年に『beatmania IIDX』の公式プロeスポーツリーグのプレ大会「BEMANI PRO LEAGUE ZERO」において監督として参加し、2021年4月26日放送のNHK Eテレのテレビ番組『沼にハマってきいてみた』の音楽ゲーム特集回に出演した。セガの音楽ゲームアプリ『プロジェクトセカイ カラフルステージ! feat. 初音ミク』には、体験版の配信にあわせた公式企画に参加したことを機に熱中し、当該ゲームの公式YouTubeチャンネルにて社によるリズムゲーム解説動画が公開されたほか、公式大会・企画にも解説として出演した。
また、一般的な教養を持ち合わせている常識人として認識されており、社会人として生きてきた大人を思わせる言動による安心感や親近感も人気となった要因と評されている。

## 趣味
DeNAが運営していたサブカルチャー特化型ニュースアプリであるハッカドールのファンとしても知られ、2019年2月には当時バーチャルYouTuberとして活動していたハッカドール内のキャラクターであるハッカドール1号と自身のチャンネルでコラボ配信を行った。配信後のインタビューで、ハッカドール1号を話せたことについて「今までの人生で一番幸せな時間でした」と述べている。

## ユニット活動
2018年8月から同じにじさんじSEEDsとしてデビューした花畑チャイカ、名伽尾アズマと「OTN組」としてコラボ配信をしていた。このコラボ配信について社は、配信前は同僚のライバーと一緒に酒を飲みながらダラダラと話すだけの配信に不安を感じていたが、予想外に視聴者に受け入れてもらえたことから配信の幅が広がり、活動方針について悩んでいた時期に指針を与えてくれた心の拠りどころようなコラボであったと述べている。
2018年11月のコラボレーション配信で生まれたドーラ、本間ひまわり、葛葉との疑似家族ユニット「ド葛本社」としても人気を博し、ゲーム配信だけでなくイベント出演や音楽配信も行っている。同ユニット内では父役として、本間と葛葉のボケにツッコみを入れつつトークを回す役割を担っている。

## 出演
太字はレギュラー出演

### テレビ出演
- 年またぎにじさんじ！ 2020-2021 〜島﨑信長とレバガチャダイパン！？SP〜（2020年12月31日 - 2021年1月1日[30]、TOKYO MX1）
- 沼にハマってきいてみた（2021年4月26日[31]、NHK教育テレビジョン）

### ゲーム
- 暁のブレイカーズ（2020年[32]、社築〈本人役〉）

### インターネットテレビ
- ヤシロ&ササキのレバガチャダイパン（2020年4月10日[13] - 、YouTube）

### インターネットラジオ
- だいたいにじさんじのらじお（2019年12月22日[33]、超!A&G+）

### テレビアニメ
- ネクロノミ子のコズミックホラーショウ（2025年7月2日、社築 役）[34]

## ディスコグラフィ

### 配信シングル
| 発売日        | 楽曲                   | 名義                                         | 備考                                                   |
| ------------- | ---------------------- | -------------------------------------------- | ------------------------------------------------------ |
| 2019年11月4日 | Fam☆Fam☆Time!          | ド葛本社（ドーラ、葛葉、本間ひまわり、社築） | リズムゲーム『WACCA』に収録                            |
| 2021年2月28日 | ヨツバフォエバ         | ド葛本社（ドーラ、葛葉、本間ひまわり、社築） |                                                        |
| 2022年6月6日  | BlackFlagBreaker!!     | 社築 × sasakure.UK                           | 音楽ゲーム『チュウニズム』、『maimaiでらっくす』に収録 |
| 2023年6月16日 | ゲーム・ボーイ・アワー | 社築                                         | 作詞・作曲・編曲・ギター：じん                         |

### CDシングル
|     | 発売日       | タイトル                                  | 規格品番 | 収録曲 | 備考                          |
| --- | ------------ | ----------------------------------------- | -------- | --- | ----------------------------- |
| 1st | 2024年2月7日 | FOCUS ON-NIJISANJI SINGLE COLLECTION-社築 | NJSJ-119 | 1. day to day 作詞:西野蒟蒻/作曲編曲:HaTo 2. overcome 作詞作曲:吉岡大地/編曲:秋浦智裕 3. day to day(Instrumental) 4. overcome(Instrumental) 5. ボーナストラック:「FOCUS ON」収録音声(社築) | オリコン最高12位、登場回数3回 |

### 参加作品
| 発売日       | 商品名                  | 歌                                           | 楽曲                                  | その他                 |
| ------------ | ----------------------- | -------------------------------------------- | ------------------------------------- | ---------------------- |
| 2021年1月4日 | ULTIMATE HAPPY CARNIVAL | ド葛本社（ドーラ、葛葉、本間ひまわり、社築） | 「Happy… Good day! (feat. ド葛本社)」 | DJ Genkiのソロアルバム |